# Des agents très spéciaux (comics)
Des Agents Très Spéciaux (The Man from Uncle) est une bande dessinée créée en 1965 par Paul S. Newman et Don Heck pour le compte de Gold Key Comics.

## Le contexte
Le succès de James Bond va susciter un certain nombre de « vocations » au cinéma bien sûr avec les séries Matt Helm (4 films avec Dean Martin entre 1966 et 1968), Derek Flint (2 films avec James Coburn (en 1966 et 1967), Harry Palmer (3 films avec Michael Caine entre 1965 et 1967) sans compter une multitude de films, bons, moins bons ou carrément mauvais qui envahissent les écrans dans cette deuxième moitié des années 1960.
Dans le domaine télévisuel, cette fringale d’espions donnera naissance à des séries comme Mission Impossible (1966-1973), Les Mystères de l'Ouest (1965-1969), Max la Menace (1965-1970), et bien sûr des Agents Très Spéciaux (1965-1969) pour ne citer que les plus importantes. Hormis Mission Impossible, toutes incorporaient une dose d’humour plus ou moins développée.
L’exemple type étant le nom de l’organisation qui contrôle ce réseau d’espions : l’U.N.C.L.E (pour United Network Command for Law and Enforcement) que la version française a traduit par « Oncle » ce qui n’est pas faux mais qui perd beaucoup de son sel originel. De même l’organisation ennemie s’appelle T.H.R.U.S.H. (pour Technological Hierarchy for the Removal of Undesirables and the Subjugation of Humanity et dont l’acronyme peut se traduire par le très anodin « passereau »). Elle sera assez platement traduite par OSM (Organisation de Subversion Mondiale).
À la tête de l’Uncle, on retrouve un Britannique, Alexandre Waverly interprété par un savoureux Leo G. Carroll dont les deux meilleurs agents sont respectivement l’Américain Napoleon Solo (Robert Vaughn) et le Soviétique Illya Kouryakine (David McCallum).

## Les comics
En créant Gold Key, Western Publishing poursuivit la politique qu’il avait si bien réussie avec Dell à savoir acheter des licences de héros de cinéma ou de télévision.
C’est Paul S. Newman, qui multipliait les scénarios pour cette maison, qui fut chargé de la création avec Don Heck aux dessins. Mais dès le troisième numéro Dick Wood interviendra également dans les scénarios.
Côté dessins on retrouve le plus souvent Mike Sekowsky, Mike Roy puis Werner Roth. Le nombre de planches diminuant avec le temps (de 32 à 21), une série de complément, Jet Dream, sera publiée à partir du #7.
Les #21 et 22 ne constitueront que des reprises de numéros antérieurs et marquent la fin de la revue.
Ces bandes seront reprises en Grande-Bretagne notamment dans des albums annuels. Toutefois on compte quelques créations originales lesquelles ne forment que quelques planches et ne constituent donc pas une histoire avec son début, son développement et sa fin mais plutôt une saynète d’action.
Parmi ces créations et sans que cette liste soit exhaustive on notera :
- The Red Dragon Affair (1965 ?)
- The Invisible Man Affair (1966)
- The Last Flight Affair (1966)

À ce jour les 507 planches éditées par Gold Key n’ont toujours pas été rééditées malgré l’incontestable réussite de cette adaptation en bande dessinée.
De janvier 1987 à septembre 1988, Entertainment Publishing publie de nouvelles aventures de ces agents. Onze numéros paraissent. En 1993, c'est Millennium Publications qui propose un récit en deux parties, la première publiée en mars et la seconde en septembre, intitulé The Man from U.N.C.L.E. The Birds of Prey Affair

## Les Versions françaises
Comme souvent  à l’époque, les adaptations françaises des comics, eux-mêmes tirés de séries TV, étaient repris par SAGE/Sagédition : Roy Rogers, Rin Tin Tin, Aigle Noir, Bonanza, Voyage au Fond des Mers, etc. C’est d’ailleurs dans la revue Rin Tin Tin et Rusty que seront publiées les premières traductions en français dans un ordre qui ne correspond d’ailleurs pas à celui de la parution originale.
Un épisode sera publié dans Pépito et enfin dans la revue Des Agents Très Spéciaux (5 # en 1969-70) qui reprendra l’ensemble des aventures dont les deux qui restaient encore inédites en français.
Comme pour les épisodes télé qui avaient abandonné « L’affaire du… » qui caractérisaient la version américaine, les BD françaises laissent tomber la chose. Dans la même mesure, un certain nombre de jeu de mots (pas toujours facilement traduisibles il est vrai), sont purement et simplement ignorés.

## Publications
1er mai 1965
The Explosive Affair - 32 planches (scénario : Paul S. Newman / Dessins : Don Heck)
Publié en français dans Des Agents Très Spéciaux #5 sous le titre Subversion au pays Mawzi.
2 octobre 1965
The Fortune Cookie Affair - 32 planches (scénario : Paul S. Newman / Dessins : Don Heck) divisé en 2 chapitres
1. The vanishing jet set
2. In hostile hands

Publié en français dans Rintintin #96 sous le titre Vol dans une usine d’aviation.
3 novembre 1965
The Deadly Devices Affair - 32 planches (scénario : Dick Wood / Dessins : Don Heck et George Tuska)
Publié en français dans Des Agents Très Spéciaux #5 sous le titre  Le mystère des jouets du diable.
4 janvier 1966
The Rip Van Solo Affair - 32 planches (scénario : Dick Wood / Dessins : Werner Roth)
Publié en français dans Rintintin #86 sous le titre La traitrise de l’agent Solo.
5 mars 1966
The Ten Little UNCLEs Affair - 32 planches (scénario : Paul S. Newman / Dessins : Don Heck)
Publié en français dans Rintintin #82 sous le titre L’affaire des 10 petits oncles.
6 mai 1966
The Three Blind Mice Affair - 32 planches (scénario : Paul S. Newman / Dessins : Mike Sekowsky)
Publié en français dans Rintintin #90 sous le titre Les souris aveugles de l’OSM.
7 juillet 1966
The Pixilated Puzzle Affair - 27 planches (scénario : Dick Wood / Dessins : Mike Sekowsky) divisé en 2 chapitres
1. Uncle Wiggle’s Treasure Hunt
2. The Spy in the Sky

Publié en français dans Rintintin #88 sous le titre Le puzzle du baron fou.
8 septembre 1966
The Floating People Affair - 27 planches (scénario : Dick Wood / Dessins : Mike Sekowsky) divisé en 2 chapitres sans titre.
Publié en français dans Rintintin #94 sous le titre L’affaire des homes flottants.
9 novembre 1966
The Spirit of St. Louis Affair - 27 planches (scénario : ? / Dessins : Mike Sekowsky) divisé en 2 chapitres sans titre.
Publié en français dans Rintintin #95sous le titre L’affaire du Spirit of St Louis.
10 janvier 1967
The Trojan Horse Affair - 24 planches (scénario : ? / Dessins : Mike Sekowsky) divisé en 2 chapitres sans titre.
Publié en français dans Rintintin #93 sous le titre Le cheval de Troie.
11 mars 1967
The Three-Story Giant Affair - 21 planches (scénario : ? / Dessins : Mike Sekowsky) divisé en 2 chapitres.
1. The Three-Story Giant Affair
2. Mr Gulliver’s secret

Publié en français dans Rintintin #100 sous le titre Les nains de l’OSM.
12 mai 1967
The Dead Man's Diary Affair - 21 planches (scénario : ? / Dessins : Mike Sekowsky) divisé en 2 chapitres sans titre.
Publié en français dans Rintintin #103 sous le titre Journal d’un défunt.
13 juillet 1967
The Flying Clowns Affair - 21 planches (scénario : ? / Dessins : Mike Sekowsky) divisé en 2 chapitres
1. The Daring Young Men on a Snaring Trapeze
2. I didn’t know, it was loaded

Publié en français dans Pépito sous le titre L’affaire des clowns volants.
14 septembre 1967
The Brain Drain Affair - 21 planches (scénario : ? / Dessins : Mike Sekowsky) divisé en 2 chapitres
1. Who’s Storing the Mind?
2. A Method in their Madness

Publié en français dans Rintintin #98 sous le titre Le collecteur de cerveaux.
15 novembre 1967
The Animal Agents Affair - 21 planches (scénario : ? / Dessins : Werner Roth ?) divisé en 2 chapitres
1. The Seeing Eye Spy
2. A Fishy Story

Publié en français dans Rintintin #102 sous le titre Les animaux espions.
16 janvier 1968
The Instant Disaster Affair - 21 planches (scénario : ? / Dessins : Werner Roth ?) divisé en 2 chapitres
1. Anti-Social Security
2. You’re In MyPowder

Publié en français dans Rintintin #107 sous le titre La poudre infernale.
17 mars 1968
The Deadly Visions Affair - 21 planches (scénario : ? / Dessins : Mike Roy) divisé en 2 chapitres
1. A Mist is as Good as a Smile
2. Operation Turn-On

Publié en français dans Rintintin #105 sous le titre Visions mortelles.
18 mai 1968
The Alien Affair - 21 planches (scénario : ? / Dessins : Mike Roy) divisé en 2 chapitres
1. Special Delivery From Space
2. My Alien Can Lick Your Alien

Publié en français dans Rintintin #111sous le titre Les étrangers de l’espace.
19 juillet 1968
The Knight in Shining Armor Affair - 21 planches (scénario : ? / Dessins : Mike Roy) divisé en 2 chapitres
1. Troubled Troubadours
2. Jost for Laughs

Publié en français dans Rintintin #116 sous le titre L’affaire de l’armure étincelante.
20 septembre 1968
The Deep Freeze Affair - 21 planches (scénario : ? / Dessins : Mike Roy) divisé en 2 chapitres
1. What’s an Iceberg Like You Is Doing In a Place Like This?
2. There’s No Pool Like a Cold Pool

Publié en français dans Rintintin #113 sous le titre Pôle Nord à Volonté.
21 janvier 1969
Reprise du #10
22 avril 1969
Reprise du #7